# Selo, Žiri
Selo je naselje v Občini Žiri.